# Михайлівська сільська рада (Тульчинський район)
| Михайлівська сільська рада — колишній орган місцевого самоврядування у Тульчинському районі Вінницької області з адміністративним центром у с. Михайлівка. Сільській раді підпорядковані населені пункти: - с. Михайлівка - с. Маньківка |

## Склад ради
Рада складається з 14 депутатів та голови.

## Керівний склад сільської ради
| ПІБ                      | Основні відомості                                                                     | Дата обрання | Дата звільнення |
| ------------------------ | ------------------------------------------------------------------------------------- | ------------ | --------------- |
| Олійник Степан Семенович | Сільський голова, 1957 року народження, освіта, член Української Народної Партії      | 26.03.2006   | 31.10.2010      |
| Олійник Степан Семенович | Сільський голова, 1957 року народження, освіта вища, член Української Народної Партії | 31.10.2010   |                 |

Примітка: таблиця складена за даними джерела